# Chris Calaycay
Christopher Kekoa Calaycay (* 31. März 1976 auf Hawaii) ist ein US-amerikanischer Footballtrainer und ehemaliger -spieler.

## Leben
Calaycay kam auf Hawaii zur Welt und wuchs in Oregon auf. Er spielte als Verteidiger Football an der Willamette University und von 1999 bis 2001 für die Vienna Vikings in Österreich. Mit den Wienern, für die er als Quarterback spielte, wurde er 1999, 2000 und 2001 jeweils österreichischer Meister und erreichte 2001 den Eurobowl, in dem die Vikings den Bergamo Lions unterlagen. In den Jahren 2000 und 2001 war Calaycay außerhalb der Saison in Österreich zudem Assistenztrainer an der Willamette University. 2002 und 2003 gehörte er dem Trainerstab der University of California, Berkeley an und war dort wie an der Willamette University in die Betreuung der Verteidigungsspieler eingebunden.
In den Jahren 2004 und 2005 war Calaycay als Verteidigungskoordinator der Vienna Vikings tätig, in dieser Zeit trug er zum Gewinn des Eurobowls 2004 und 2005 sowie der Staatsmeisterschaft 2005 bei. In der Saison 2006, in der wieder der Eurobowl gewonnen wurde, war er Co-Cheftrainer und Verteidigungskoordinator in Wien, ab 2007 dann hauptverantwortlicher Cheftrainer. Unter Calaycays Leitung gewann die Mannschaft 2007 und 2013 den Eurobowl sowie 2007, 2009, 2012, 2013, 2014, 2017 und 2020 die österreichische Meisterschaft. Des Weiteren stand er mit Wien 2008, 2010 und 2012 im Eurobowl, verlor dort aber ebenso wie in den Endspielen um die österreichische Meisterschaft 2006, 2011, 2018 und 2019.
Zusätzlich zu seiner Aufgabe als Trainer der Wiener war Calaycay von 2006 bis 2011 sowie im Jahr 2014 als Verteidigungskoordinator der österreichischen Nationalmannschaft tätig. Er gehörte unter anderem bei der Europameisterschaft 2010, als Österreich Dritter wurde, und bei der EM 2014, als man Silber gewann, zum Trainerstab. Im Oktober 2014 gab er das Amt ab und wurde in Hinblick auf die Weltmeisterschaft 2015 Teil des Stabs der US-Nationalmannschaft. Dort übernahm er die Betreuung der Linebacker. Ende November 2019 wurde Calaycay wieder Verteidigungskoordinator der österreichischen Auswahl. 2022 schloss er sich mit den Vienna Vikings der europäischen Spielklasse ELF an und führte die Mannschaft Ende September 2022 zum Meistertitel.